# Johann Heinrich Rolle
Johann Heinrich Rolle (Quedlinburg, 1714 - Magdeburg, 1785) fou un músic alemany.
Cursà lleis i filosofia a Leipzig; però aficionat a la música, es dedicà per complet a aquesta art, i el 1741 ingressà en la capella de música de la cort, a Berlín. El 1746 ocupà la plaça d'organista de l'església de Sant Joan de Magdeburg i quatre anys després succeí al seu pare com a director de l'orquestra d'aquella població. És autor d'una simfonia, la qual, arranjada per a piano, s'inserí en la Racolta IV de Hiller (1762); de diverses obres musicals pel culte; de 20 drames bíblics i profans, etc.
Entre els seus alumnes va tenir a Heinrich A G Tuch (1766-1821).